# Namco
Namco Ltd (株式会社ナムコ?, Kabushiki Gaisha Namuko) è una software house giapponese produttrice di videogiochi, fondata nel 1955 da Masaya Nakamura.
Dal 2005 è parte della holding Bandai Namco e dal 2006 è stata assorbita

## Storia
Nel 1955 Masaya Nakamura fondò a Kanagawa la Nakamura Manufacturing Ltd., iniziando a produrre cavalli meccanici da installare in alcuni grandi magazzini di Yokohama e Nihonbashi. La società prese il nome Namco nel 1968.
Nel 1974 la Namco comprò la divisione giapponese della Atari entrando nel mercato degli arcade. Comincia così una rapida espansione che portò, nel giro di pochi anni, alla fondazione di Namco Enterprises Asia Ltd. ad Hong Kong e di Namco America Inc., in California.
Il primo gioco targato Namco prese vita nel 1977 a opera di Toru Iwatani. Si trattava di Gee Bee, una sorta di incrocio tra Breakout e un Flipper. Il grande successo arrivò già l'anno successivo con Galaxian, ma a consacrare definitivamente la Namco ci pensò il famosissimo Pac-Man del 1980. Pac-Man divenne in breve tempo un vero e proprio cult tanto da essere ancora oggi la mascotte della software house nipponica.
La Namco sfornò quindi altri famosi arcade e collezionò qualche primato: Bosconian nel 1981 fu il primo gioco che dava la possibilità di continuare una partita, Pac-Land nel 1984 fu il primo platform a scorrimento, Dragon Buster fu il primo ad avere una barra d'energia mentre Final Lap del 1987 fu il primo videogioco multi-player multi-cabinet.
Negli anni '80 entrò anche nel mercato della pubblicazione di giochi per console domestiche, creando una divisione apposita, che per un certo periodo utilizzò in Giappone il marchio Namcot; secondo alcuni rapporti il nome sarebbe una contrazione di Namco Home EntertainmenT.
Con Ridge Racer (1993) la Namco aprì le porte al 3D e un anno dopo, nel 1994, iniziò la produzione della nota serie Tekken.
Nel 1995 pubblicò il primo gioco della serie di sparatutto con light gun Time Crisis, e il primo arcade in volo della serie Ace Combat ed il primo uscito su PlayStation.
Nel 1996 Namco diede vita alla serie Soulcalibur, il cui primo capitolo venne pubblicato su Sony PlayStation.
Nel 2006 la Namco si fuse con l'azienda di giocattoli Bandai, dando vita alla Bandai Namco Holdings. Sempre nel 2006 il marchio Bandai assorbì la divisione videogiochi della Namco, portando alla creazione della Bandai Namco Games; il marchio Namco rimane così attivo nel solo Giappone, utilizzato dalla divisione arcade operante nella Bandai Namco's Amusement Facility SBU.

## Videogiochi
È famosa per aver lanciato sul mercato titoli storici come Galaxian, Pac-Man, Galaga, Gaplus, Bosconian, Pole Position, Xevious, Mappy, Rolling Thunder e Ridge Racer (fra l'altro il primo gioco di guida a usare una grafica 3D complessa).  Nel corso degli anni novanta ha prodotto le serie di Tekken, Soulcalibur (Soul Blade),  Ace Combat, Time Crisis, Point Blank, Xenosaga, Klonoa e Tales of (una delle serie di giochi di ruolo più longeve mai realizzate, per quanto raramente distribuita al di fuori del Giappone).

## Schede arcade
Molti degli arcade della Namco sono basati su modelli di scheda madre ricorrenti sviluppati dall'azienda, noti con nomi più o meno ufficiali (i nomi in tabella di solito sono preceduti da "Namco", es. Namco Anniversary).
| Nome                    | Anno | CPU                     | Utilizzo |
| ----------------------- | ---- | ----------------------- | --- |
| Anniversary             | 2001 | Zilog Z180              | Ms. Pac-Man/Galaga - 20 Year Reunion, Pac-Man 25th Anniversary Edition |
| Galaga                  | 1981 | Zilog Z80 (3)           | Galaga, Bosconian, Dig Dug, Super Xevious, Xevious |
| Galaxian                | 1979 | Zilog Z80               | Galaxian, King & Balloon, Check Man |
| Gaplus                  | 1984 | Motorola 6809 (2)       | Gaplus/Galaga 3 |
| Gorgon / System 22.5    | 1997 | R4650                   | Final Furlong, Rapid River |
| N2                      | 2008 | basata su PC            | Animal Kaiser, Final Turn / Ace Driver 3, Moto GP DX, Wangan Midnight Maximum Tune 3 |
| N2 Satellite Terminal   | 2003 | basata su PC            | Counter-Strike Neo, Mobile Suit Gundam: Bonds of the Battlefield, New Space Order |
| NA-1                    | 1992 | Motorola 68000          | Bakuretsu Quiz Ma-Q Dai Bouken, Cosmo Gang the Puzzle, Emeraldia, Exvania, Fighter & Attacker, Super World Court, Tinkle Pit |
| NA-2                    | 1992 | Motorola 68000          | retrocompatibile NA-1, miglioramenti sconosciuti. Emeraldia, Knuckle Heads, Quiz Island, Numan Athletics, X-Day 2 |
| NB-1                    | 1993 | Motorola 68EC020        | Great Sluggers '93 / '94, V Shoot, Nebulas Ray, Point Blank, Super World Stadium '95 / '96 / '97 |
| NB-2                    | 1994 | Motorola 68EC020        | Mach Breakers, The Outfoxies |
| ND-1                    | 1995 | Motorola 68000          | Namco Classic Collection 1 e 2 |
| Pac Man                 | 1980 | Zilog Z80               | Pac-Man, Rally-X, New Rally-X |
| Pacland                 | 1984 | Motorola 6809           | Baraduke, Dragon Buster, Metro-Cross, Pac-Land, Sky Kid |
| Pole Position           | 1982 | Zilog Z80               | Pole Position, Pole Position II |
| Super Pacman            | 1982 | Motorola 6809 (2)       | Dig Dug II, Grobda, Mappy, Motos, Pac & Pal, Phozon, Super Pac-Man, The Tower of Druaga |
| System 1 / System 87    | 1987 | Motorola 6809 (3)       | Yokai Douchuuki, Dragon Spirit, Blazer, Quester, Pac-Mania, Galaga '88, World Stadium, Bravoman, Marchen Maze, Bakutotsu Kijūtei, World Court, Splatterhouse, Face Off, Rompers, Blast Off, Bosconian, World Stadium '89, Dangerous Seed, World Stadium '90, Pistol Daimyo no Bōken, Souko Ban Deluxe, Tank Force |
| System 2                | 1987 | Motorola 68000 (2)      | Assault, Assault Plus, Ordyne, Metal Hawk, Mirai Ninja, Phelios, Valkyrie No Densetsu, Dirt Fox, Finest Hour, Burning Force, Marvel Land, Kyūkai Dōchūki, Dragon Saber, Golly! Ghost!, Rolling Thunder 2, Steel Gunner, Super World Stadium, Steel Gunner 2, Cosmo Gang: The Video, Golly! Ghost! 2, Super World Stadium '92, Super World Stadium '93 |
| System 2 (variante)     | 1987 | Motorola 68000 (2)      | scheda grafica differente. Final Lap, Final Lap 2, Final Lap 3, Four Trax, Lucky & Wild, Suzuka 8 Hours, Suzuka 8 Hours 2 |
| System 10               | 2000 | basata su PlayStation   | serie Taiko no Tatsujin, Mr. Driller e vari titoli usciti solo in Giappone |
| System 11               | 1994 | basata su PlayStation   | Dancing Eyes, Dunk Mania, Kosodate Quiz My Angel 3, Pocket Racer, Point Blank 2, Prime Goal EX, Soul Edge, Soul Edge Ver.II, Star Sweep, Tekken, Tekken 2, Tekken 2 Ver.B, Xevious 3D/G |
| System 12               | 1996 | basata su PlayStation   | Aerosmith: Quest for Fame, Aqua Rush, Derby Quiz My Dream Horse, Ehrgeiz, Fighting Layer, Golgo 13, Golgo 13 - Juusei no Chinkonka, Golgo 13 - Kiseki no Dandou, Kaiun Quiz, Kart Duel, Libero Grande, Mr Driller, Oh! Bakyuuun / Ghoul Panic, Paca Paca Passion, Paca Paca Passion Special, Paca Paca Passion 2, Point Blank 2, Shin Nihon Pro Wrestling Toukon Retsuden 3, Soulcalibur, Super World Stadium '98, Super World Stadium '99, Super World Stadium 2000, Super World Stadium 2001, Techno Drive, Tekken 3, Tekken Tag Tournament, TeknoWerk, Tenkomori Shooting, Truck Kyosokyoku, Um Jammer Lammy |
| System 16 Universal     | 1983 | Motorola 6809           | Libble Rabble, Toy Pop |
| System 21 / Polygonizer | 1988 | Motorola 68000 (2)      | introduzione dei poligoni per il 3D; si è evoluta cambiando molto da un gioco all'altro. Air Combat, Cyber Sled, Driver's Eyes, Galaxian 3, Attack of the Zolgear, Solvalou, StarBlade, Winning Run, Winning Run Suzuka Grand Prix, Winning Run '91 |
| System 22               | 1993 | Motorola 68EC020        | Ace Driver, Ace Driver: Victory Lap, Cyber Commando, Rave Racer, Ridge Racer 2, Ridge Racer Full Scale, Ridge Racer Three Monitor Version, Sim Drive |
| System 23               | 1997 | R4650                   | Angler King, Downhill Bikers, Motocross Go!, Panic Park, Time Crisis 2 |
| System 86               | 1986 | Motorola 6809 (2)       | Sky Kid Deluxe, Hopping Mappy, Genpei Tōma Den, Rolling Thunder, The Return of Ishtar, Wonder Momo |
| System 147              | 2005 | basata su PlayStation 2 | Medal No Tatsujin, Medal No Tatsujin 2, Pac-Man Battle Royale, Pac-Man's Arcade Party |
| System 246              | 2001 | basata su PlayStation 2 | ampiamente concessa in licenza per l'utilizzo da parte di altri produttori, generalmente con modifiche. Alien Sniper, Alpine Racer 3, Battle Gear 3, Battle Gear 3 Tuned, Bloody Roar 3, Capcom Fighting All Stars, Capcom Fighting Jam, Chokosoku Card Racer, Cobra: The Arcade, Dragon Chronicles, Dragon Chronicles II, Fate/unlimited codes, Gun Survivor 3: Dino Crisis, Idol Master, Minnade Kitaeru Zennou Training, Mobile Suit Gundam SEED: Federation Vs. Z.A.F.T., Mobile Suit Gundam SEED: Federation Vs. Z.A.F.T. II, Mobile Suit Gundam Z: AEUG Vs. Titans, Mobile Suit Gundam Z: AEUG Vs. Titans DX, Pride GP 2003, Professional Baseball 2002, Quiz Mobile Suit Gundam: Tou. Senshi, Ridge Racer V Arcade Battle, Rockman EXE: Battlechip Stadium, Samurai Surf X, Sengoku Basara X, Smash Court Pro Tournament, Soul Calibur II, Soul Calibur III Arcade Edition, Starblade: Operation Blue Planet, Taiko no Tatsujin 7, Taiko no Tatsujin 8, Technic Beat, Tekken 4, Time Crisis 3, Vampire Night, Wangan Midnight, Wangan Midnight R, Zoids Infinity, Zoids Infinity EX, Zoids Infinity EX Plus |
| System 256              | 2005 | basata su PlayStation 2 | Super Dragon Ball Z, Druaga Online: The Story of Aon, Gundam Vs Gundam, Gundam Vs Gundam Next, Kinnikuman Muscle Grand Prix, Kinnikuman Muscle Grand Prix 2, Taiko no Tatsujin 10, Taiko no Tatsujin 11, Taiko no Tatsujin 12, Taiko no Tatsujin 12 More, Taiko no Tatsujin 13, Taiko no Tatsujin 14, Taiko no Tatsujin 9, Tekken 5, Tekken 5: Dark Resurrection, Tekken 5.1, The Battle of Yu Yu Hakusho: Shitou! Ankoku Bujutsukai! |
| System 357              | 2007 | basata su PlayStation 3 | Deadstorm Pirates, Dragon Ball ZENKAI Battle Royale, Mobile Suit Gundam: Extreme Vs., Razing Storm, Tekken 6, Tekken 6 Bloodline Rebellion |
| System 359              | 2011 | basata su PlayStation 3 | differenze con la 357 sconosciute. Tekken Tag Tournament 2 |
| System ES1              | 2008 | basata su PC (Linux)    | Dead Heat, Nirin, Tank! Tank! Tank! |
| System FL               | 1993 | Intel i960KB            | Final Lap R, Speed Racer |
| System Super 22         | 1995 | Motorola 68EC020        | Air Combat 22, Alpine Racer, Alpine Racer 2, Alpine Surfer, Aqua Jet, Armadillo Racing, Cyber Cycles, Dirt Dash, Prop Cycle, Time Crisis, Tokyo Wars |
| System Super 23         | 1997 | R4650                   | 500 GP, Crisis Zone, Final Furlong 2, Guitar Jam, Gunmen Wars, Race On!, Time Crisis 2 |
| System Super 256        | 2006 | basata su PlayStation 2 | differenze con la 256 sconosciute. Time Crisis 4 |
| Thunder Ceptor          | 1986 | Motorola 68000 e 6809   | Thunder Ceptor 1 e 2 |
| Triforce                | 2005 | Gekko                   | Namco's Triforce Games, Mario Kart Arcade GP, Mario Kart Arcade GP 2, Starfox |